# Fasu
Le fasu est une langue papoue parlée en Papouasie-Nouvelle-Guinée, dans la province des Hautes-Terres méridionales.

## Classification
Le fasu est encore régulièrement appelé kutubuan de l'Ouest, car ses dialectes, le kaibu, le some et le namome, ont été considérés comme une famille de langues. Le fasu fait partie des langues possiblement rattachées, selon Malcolm Ross, à la famille hypothétique des langues de Trans-Nouvelle Guinée. Haspelmath, Hammarström, Forkel et Bank rejettent l'appartenance du fasu à cet ensemble, qui repose sur la comparaison du vocabulaire de la parenté et de son système numéral, des éléments non pertinents dans une démarche comparatiste. Le fas doit continuer à être vu comme un isolat linguistique.

## Sources
- (en) Malcolm Ross, 2005, Pronouns as a preliminary diagnostic for grouping Papuan languages, dans Andrew Pawley, Robert Attenborough, Robin Hide, Jack Golson (éditeurs) Papuan pasts: cultural, linguistic and biological histories of Papuan-speaking peoples, Canberra, Pacific Linguistics. pp. 15–66.